# Скляренко, Евгений Тимофеевич
Скляренко Евгений Тимофеевич (14 октября 1924, село Малый Дивлин, Лугинский район, Житомирская область, УССР — 18 ноября 2016) — советский и украинский хирург-травматолог, доктор медицинских наук (1966), профессор (1968), заслуженный деятель науки и техники УССР (1984). Первым разработал хирургические методы лечения пациентов, страдающих от ревматоидного артрита.

## Биография
Родился в семье служащего. В 1941 году окончил школу—десятилетку. Участник Великой Отечественной войны, служил в артиллерии, принимал участия в боях на Юго-Западном и Первом Украинском фронтах. В 1945 году был демобилизован, тогда же поступил в Винницкий государственный медицинский институт. На 4-м семестре обучения перевёлся во Львовский медицинский институт, который с отличием окончил в 1950 году.
Работал в городе Измаил Одесской области, затем на должности заведующего участковой больницы в селе Шевченково Килийского района. В 1952—1954 годах учился в клинической ординатуре Киевского научно-исследовательского института травматологии и ортопедии, где проделал путь от научного сотрудника до главного врача клиники, которой руководил более сорока лет (1957—1999).
В 1959 году защитил кандидатскую, а в 1966 году — докторскую диссертацию (тема: «Хирургическое лечение больных инфекционным неспецифическим (ревматоидным) полиартритом в III стадии»). В 1969 году ему было присвоено звание профессора, а в 1984 году — звание заслуженного деятеля науки и техники УССР.
В 1977 году был избран по конкурсу заведующим кафедрой травматологии и ортопедии Киевского медицинского института имени академика Богомольца, которой руководил до 1997 года.
В течение 11 лет был руководителем Научного студенческого общества имени профессора А. А. Киселя.
Основоположник нового научного направления и целой школы в ортопедии и травматологии — ревмоортопедии, за что в 1977 году ему была присуждена Государственная премия УССР. Выступил разработчиком ряда реконструктивно-восстановительных операций на суставах, за что в 1996 году был вновь отмечен Государственной премией Украины.
Являлся редактором журнала «Літопис травматології та ортопедії», членом совета в журналах «Український ревматологічний журнал», «Ортопедія, травматологія та протезування», «Вісник травматології та ортопедії».

## Научные труды
- «Хирургическое лечение инфекционного неспецифического полиартрита» (1971)
- «Хирургия суставов конечностей» (1975)
- «Ортопедическое лечение инфекционного неспецифического полиартрита у детей» (1975)
- «Ревматоидное поражение коленного сустава» (2004)
- «Ревмоортопедия» (2009)
- «Клиническая дифференциальная диагностика в травматологии и ортопедии» (2014)

## Прочее
Был автором ряда стихотворных сборников.

## Награды и звания
- Государственная премия УССР в области науки и техники (1977);
- Заслуженный деятель науки и техники УССР (1984);
- Государственная премия Украины (1996, «за разработку и внедрение в медицинскую практику реконструктивно-восстановительных операций на крупных суставах при их повреждении и ортопедических заболеваниях», в составе группы — Георгий Гайко, Олег Рыбачук, Иван Шумада, Виталий Левенец, Александр Лоскутов, Богдан Сименач, Николай Кулиш)[2];
- Орден Отечественной войны II степени (1985)[3].